# Xã Portage, Quận Cameron, Pennsylvania
Xã Portage (tiếng Anh: Portage Township) là một xã thuộc quận Cameron, tiểu bang Pennsylvania, Hoa Kỳ. Năm 2010, dân số của xã này là 171 người.